# حمض السلفينيك

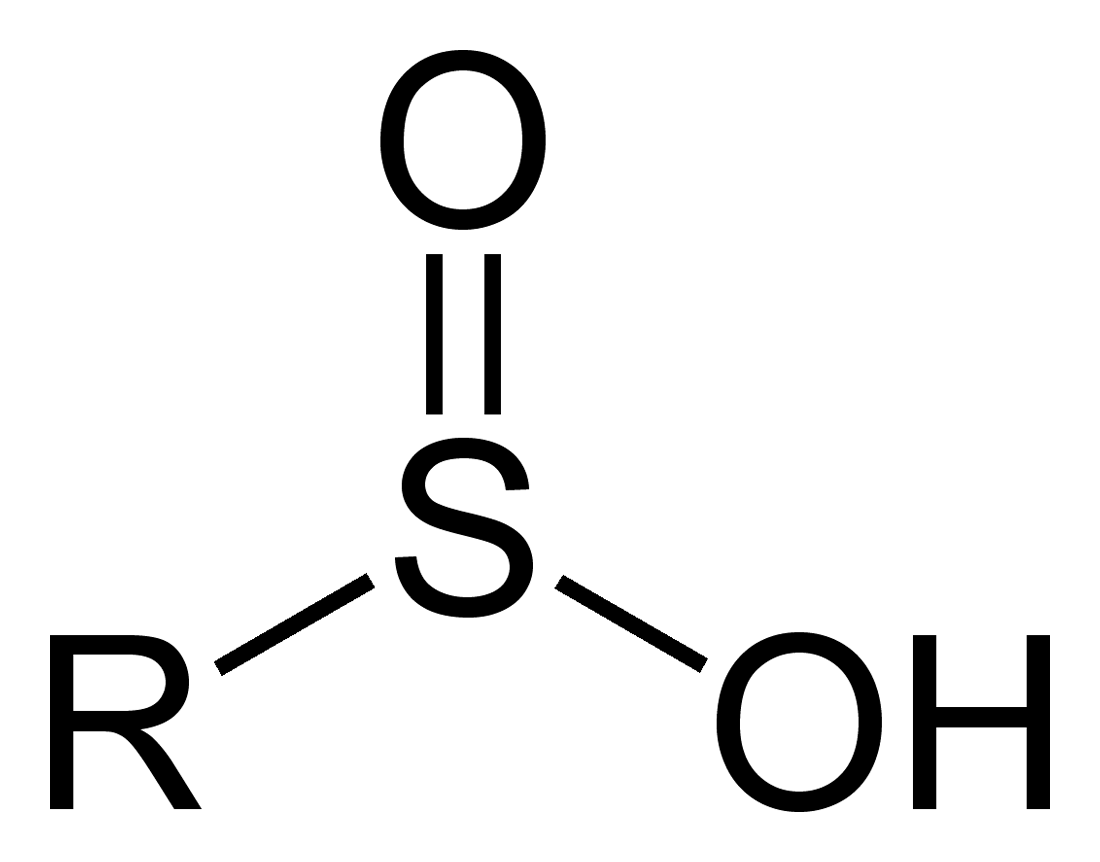
الصيغة العامة لحمض السلفينيك

أحماض السلفينيك هي أحماض أكسجينية عضوية للكبريت صيغتها العامة (RSO(OH. تعد أحماض السلفنيك صنفاً من أحماض الكبريت العضوية التي تتضمن أصنافاً أخرى مثل حمض السلفنيك (RSOH) وحمض السلفونيك (RSO3H)

## التحضير
غالباً ماتحضر أحماض السلفينيك بشكل مباشر في المحلول من تحميض أملاح السلفينات الموافقة، والتي غالباً ما تكون أكثر استقراراً من الحمض. يستحصل على أملاح السلفينات من اختزال أملاح كلوريدات السلفونيل.
كما يمكن الحصول عليها من تفاعل كاشف غرينيار مع ثنائي أكسيد الكبريت:

## أمثلة
من الأمثلة على هذه المركبات حمض فينيل السلفينيك، وهو من المركبات المعروفة. كذلك مركب ثنائي أكسيد الثيويوريا، والذي يحضر من أكسدة الثيويوريا بواسطة بيروكسيد الهيدروجين.

بنية ثنائي أكسيد الثيويوريا، وهو أحد أحماض السلفينيك

## الأملاح
تسمى القاعدة المرافقة لهذا الحمض سلفينات، وهي مركبات مستقرة معروفة.